# Ludwik Henryk Bojanus
Ludwik Henryk Bojanus (ur. 16 lipca 1776 w Bouxwiller, zm. 2 kwietnia 1827 w Darmstadt) – biolog i lekarz niemieckiego pochodzenia.
W nomenklaturze zoologicznej stosuje się skrót Bojanus przy oznaczeniu taksonu opisanego przez L. H. Bojanusa, np. Bos primigenius Bojanus, 1827.

## Życiorys
Ojciec był urzędnikiem w zarządzie lasów książęcych. Ukończył studia na Wydziale Medycznym Uniwersytetu w Jenie uzyskując w 1797, w 21 roku życia, doktorat medycyny i chirurgii. Studiował w Wiedniu w 1803 zawiera tam  związek małżeński z Wilhelminą Roose (zm. 1826), córką pastora kopenhaskiego. Bojanus dowiedział się z gazet o wakującej katedrze weterynarii w Wilnie i zgłosił się do konkursu. 13 marca 1804 roku Rada Uniwersytetu Wileńskiego obrała go profesorem. Od 20 maja 1806  podjął pracę  na Uniwersytecie i zapoczątkował rozwój nowoczesnej weterynarii w Polsce. W 1823 roku założył pierwszą polską szkołę weterynarii tzw. Instytut Praktycznej Weterynarii przy Uniwersytecie Wileńskim. Napisał wiele odkrywczych prac z anatomii opisowej i porównawczej. Ze względu na pogarszający się stan zdrowia i chorobę płuc uzyskał urlop zdrowotny, wyjechał 24 września 1824 roku z Wilna do Darmstadt. W czerwcu 1826 Rada Uniwersytetu przedłużyła mu urlop na czas nieograniczony, lecz stan zdrowia nie uległ już poprawie.
Bojanus prowadził wykłady z anatomii zwierząt domowych oraz weterynarii po łacinie. Jest autorem pracy De uro nostrate eiusque sceleto commentatio (O różnicach między żubrem i turem) z 1825 roku, w której na podstawie drobiazgowej analizy szkieletów obu zwierząt udowodnił, że są to dwa odrębne gatunki. Jedną z najbardziej znanych jego prac jest rozprawa o anatomii żółwia błotnego pod tytułem Anatome Testudinis Europaeae.
Opisał on parzysty narząd wydalniczy występujący u małży, częściowo pełniący funkcję nerki. Na cześć odkrywcy nazwany został narządem Bojanusa.
Uczniami Bojanusa byli Adam Ferdynand Adamowicz oraz Karol Gustaw Muyschel-Mujszel (1800–1843), pionierzy polskiej weterynarii.

## Upamiętnienie
Na jego cześć nazwano gatunek triasowego gada Lisowicia bojani.

## Literatura dodatkowa
- Jan Rostafiński: Bojanus Ludwik. W: Polski Słownik Biograficzny. T. 2: Beyzym Jan – Brownsford Marja. Kraków: Polska Akademia Umiejętności – Skład Główny w Księgarniach Gebethnera i Wolffa, 1936, s. 240–241. Reprint: Zakład Narodowy im. Ossolińskich, Kraków 1989, ISBN 83-04-03291-0.